# パリ盆地

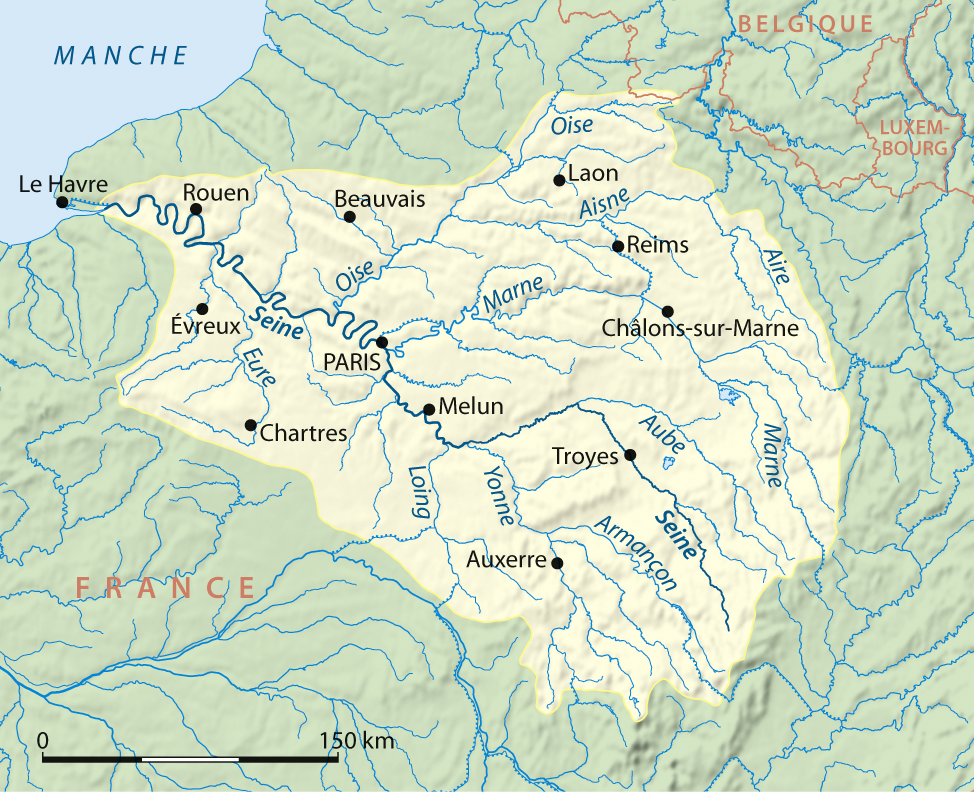
セーヌ川流域図。セーヌ川がパリ盆地を流れる。

パリ盆地（ぱりぼんち、仏語：Bassin parisien）はフランスの中央部から北部に広がる盆地。三畳紀に起きたヴァリスカン造山運動（en）によって形成された地盤の上に幾層もの地層を重ねたケスタを形成し、中央部はセーヌ川が流れている。

## パリ盆地の範囲
通常パリ盆地とみなされる地域は、地質学上でパリ盆地と呼ばれる地域よりも狭く、現在のイル＝ド＝フランスを中心とした東部を除いた国土の北半分を指すが、一方、地質学上でパリ盆地を指す場合、北はカレーの南部の丘陵地域から南はポワティエまで、西はカーンから東はライン川中流域のザールブリュッケンあたりまでを指す。

## 地勢
パリ盆地の地形は平原と標高が低い丘陵部からなる。南東部から東部に広がるシャンパーニュ平原やブルゴーニュの境界では、差別侵食を受けた地層が中心部に向かって緩やかな傾斜を形成する一方、外側へは急傾斜である。様々な種類の粘土、石灰岩、チョークがシャンパーニュ湿地帯（fr）やChampagne Pouilleuse（fr）、コー、Pays de Brayで見つかる。
パリ盆地は地質学上、堆積岩の盆地である。ヴァリスカン造山運動によって地層がかき乱され、三畳紀から鮮新世までの間に海底に堆積した土砂、岩石からなる浅くて広いボウル状の盆地となっている。
ヴァリスカン造山運動によって形成された地層は、西部ではブルターニュ半島の丘陵地帯に、東部ではアルデンヌ県、ヴォージュ県、フンスリュック山地に現れ、南部では中央高地との境界やブルゴーニュのコート＝ドール県にあるMorvanに接し、北部ではイギリス海峡を渡りイングランド南東部につながっている。他には、アルプス造山運動（en）によって形成されたコート=ドールの断層（en）やロンドン＝ブラバント大山塊（en）といった数少ない古い時代からの山々と接する。

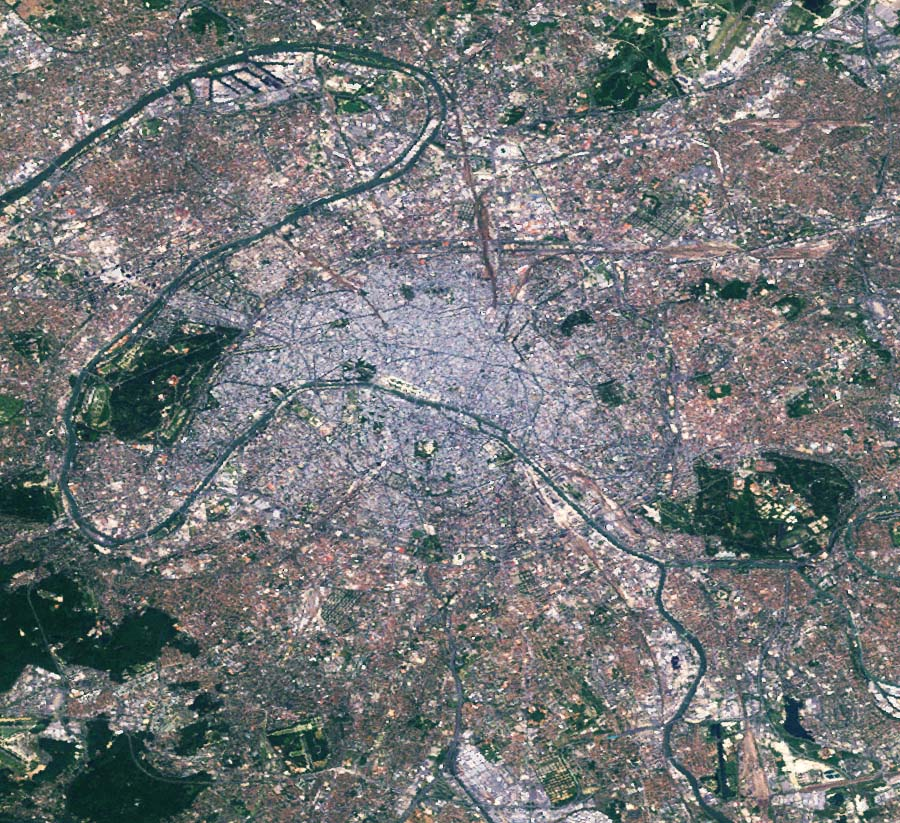
パリ盆地の中心、パリのランドセット図。
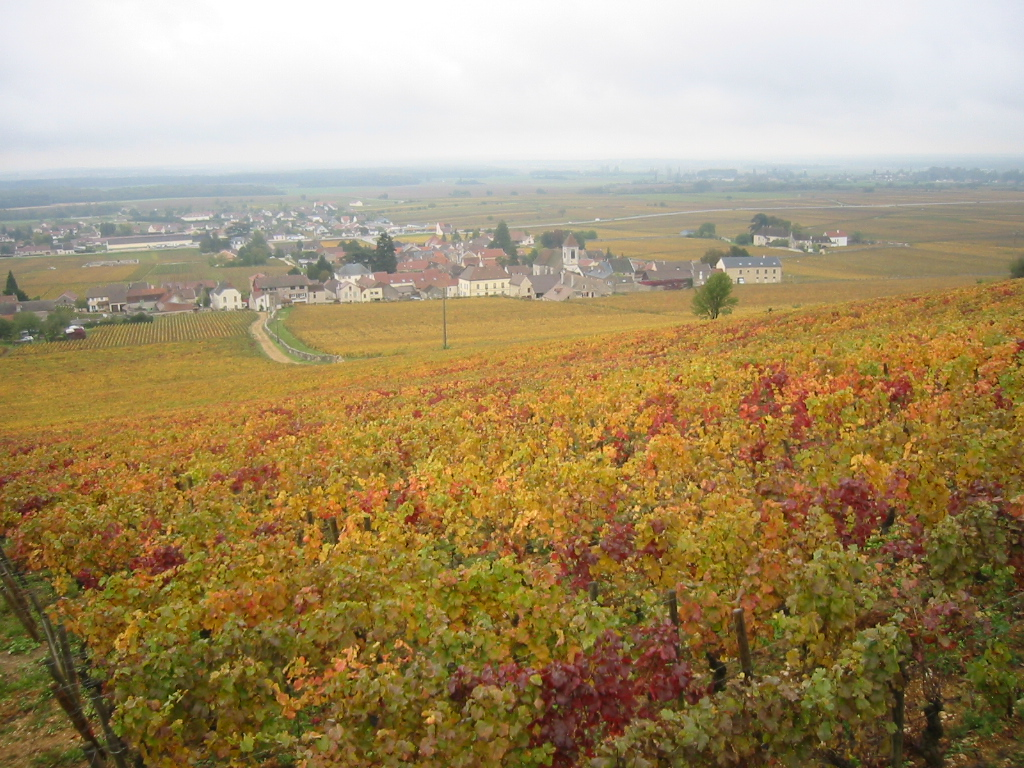
コート＝ドール県の葡萄畑。斜面を利用して、葡萄の栽培をおこなっている。
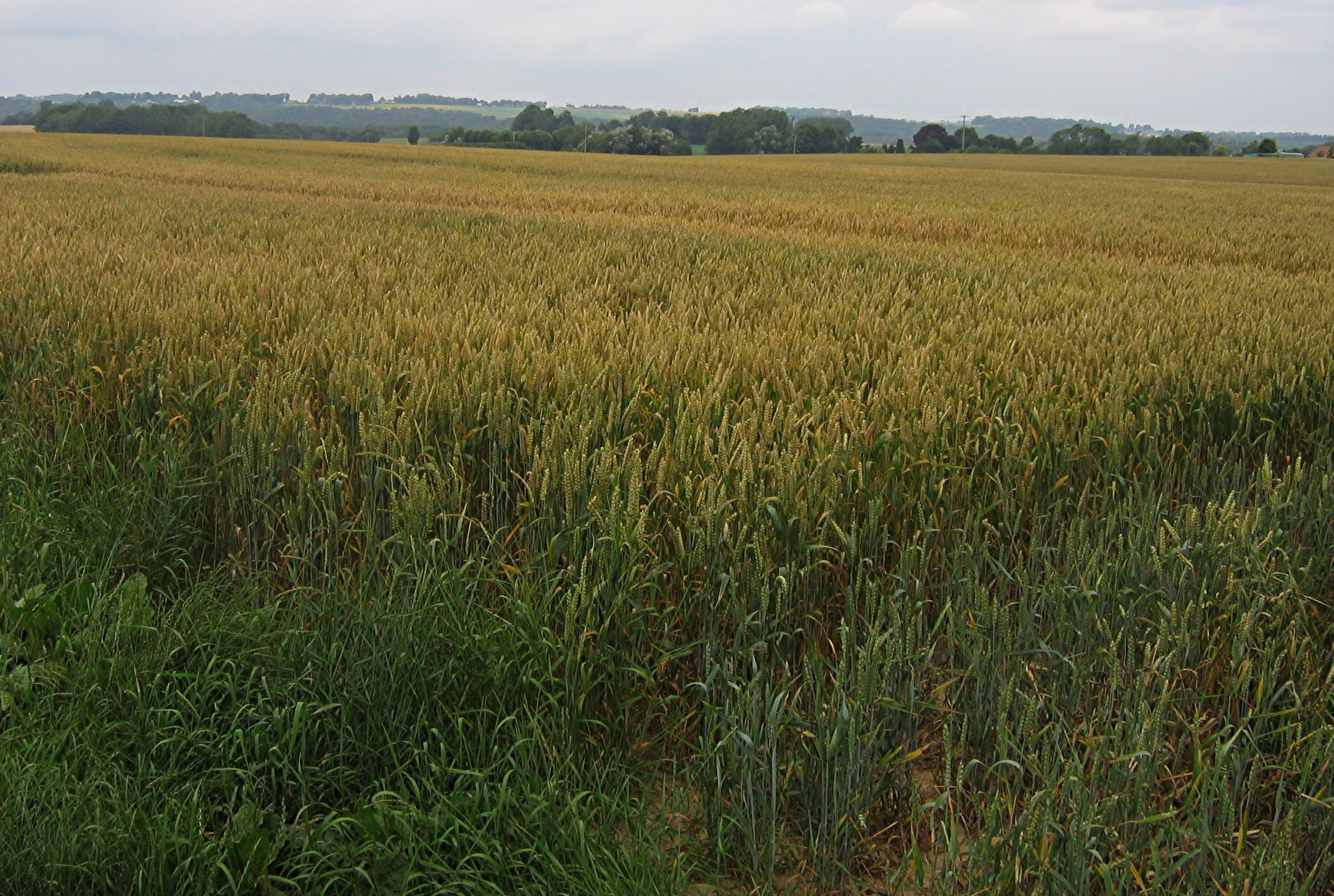
ノルマンディーのコーに広がる小麦畑。平原は放牧や小麦畑に利用され、フランスの農業の中心となっている。
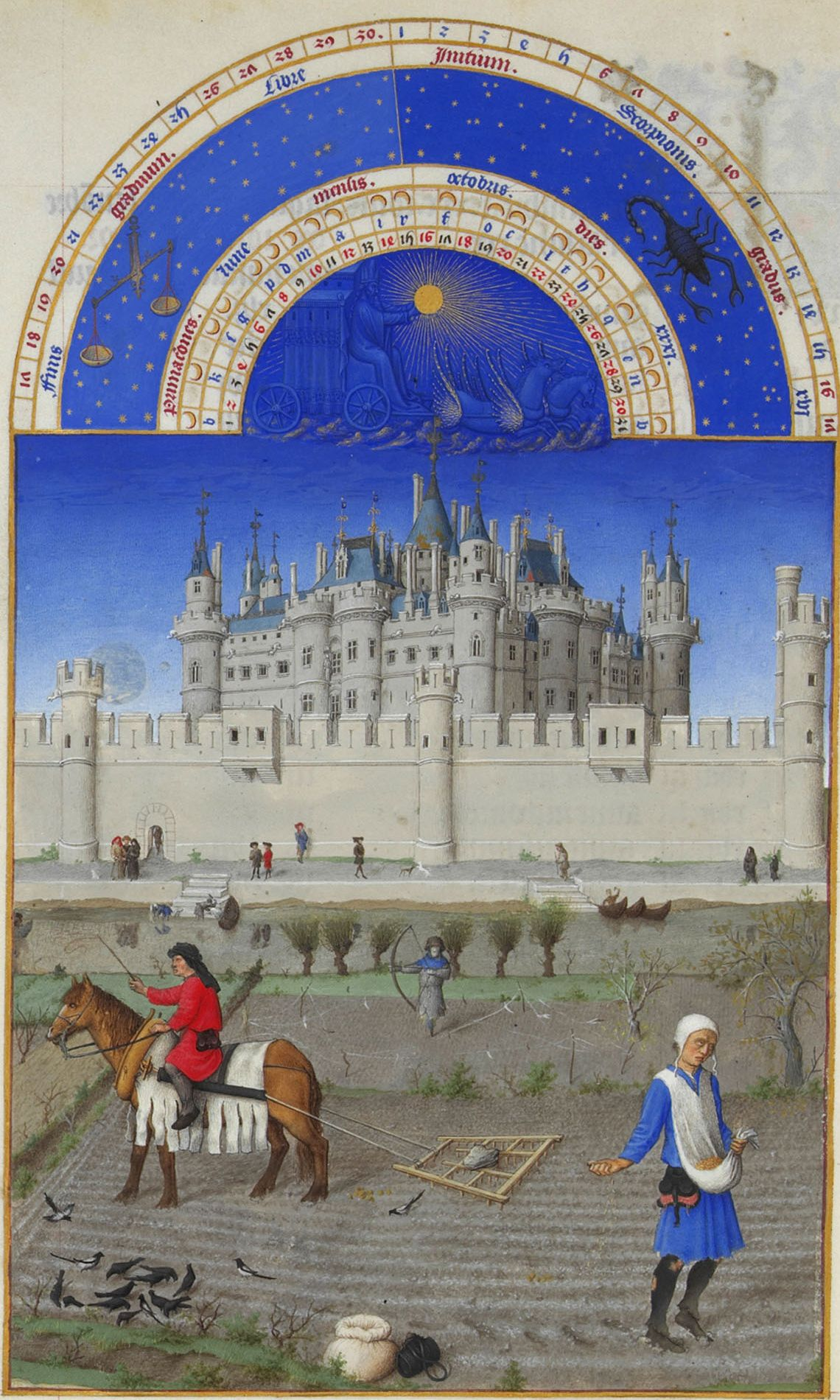
「ベリー公のいとも豪華なる時祷書」は15世紀にベリー公ジャン1世が作らせた時祷書で、当時の農村の風景が描かれている。